# Kościół San Giovanni Crisostomo w Wenecji
Kościół San Giovanni Crisostomo (kościół św. Jana Złotoustego) – rzymskokatolicki kościół w Wenecji w dzielnicy (sestiere) Cannaregio, dedykowany św. Janowi Złotoustemu. Administracyjnie należy do Patriarchatu Wenecji. Jest kościołem filialnym w parafii San Canciano Martire.
Jest ostatnim dziełem Maura Codussiego w Wenecji, ukończonym po jego śmierci przez syna, Domenica. Z wystroju wnętrza wyróżnia się obraz ołtarzowy Święci Krzysztof, Hieronim i Ludwik pędzla Giovanniego Belliniego.

## Historia

### Pierwotny kościół
Kościół św. Jana Chryzostoma (Złotoustego) jest jednym z nielicznych kościołów w Europie Zachodniej, dedykowanych temu świętemu. Odzwierciedlał on potęgę wpływów bizantyjskich w Wenecji, gdy został zbudowany w 1080 roku. Zachowana dokumentacja, pochodząca z pierwszych dziesięcioleci XII wieku, świadczy o tym, że już wówczas kościół miał prawa kościoła parafialnego. Jan Chryzostom, jeden z czterech prawosławnych Ojców Kościoła został, po podboju Konstantynopola w roku 1204 patronem Patriarchatu Łacińskiego w tym mieście, choć większość jego relikwii przeniesiono do Rzymu.

### Obecny kościół

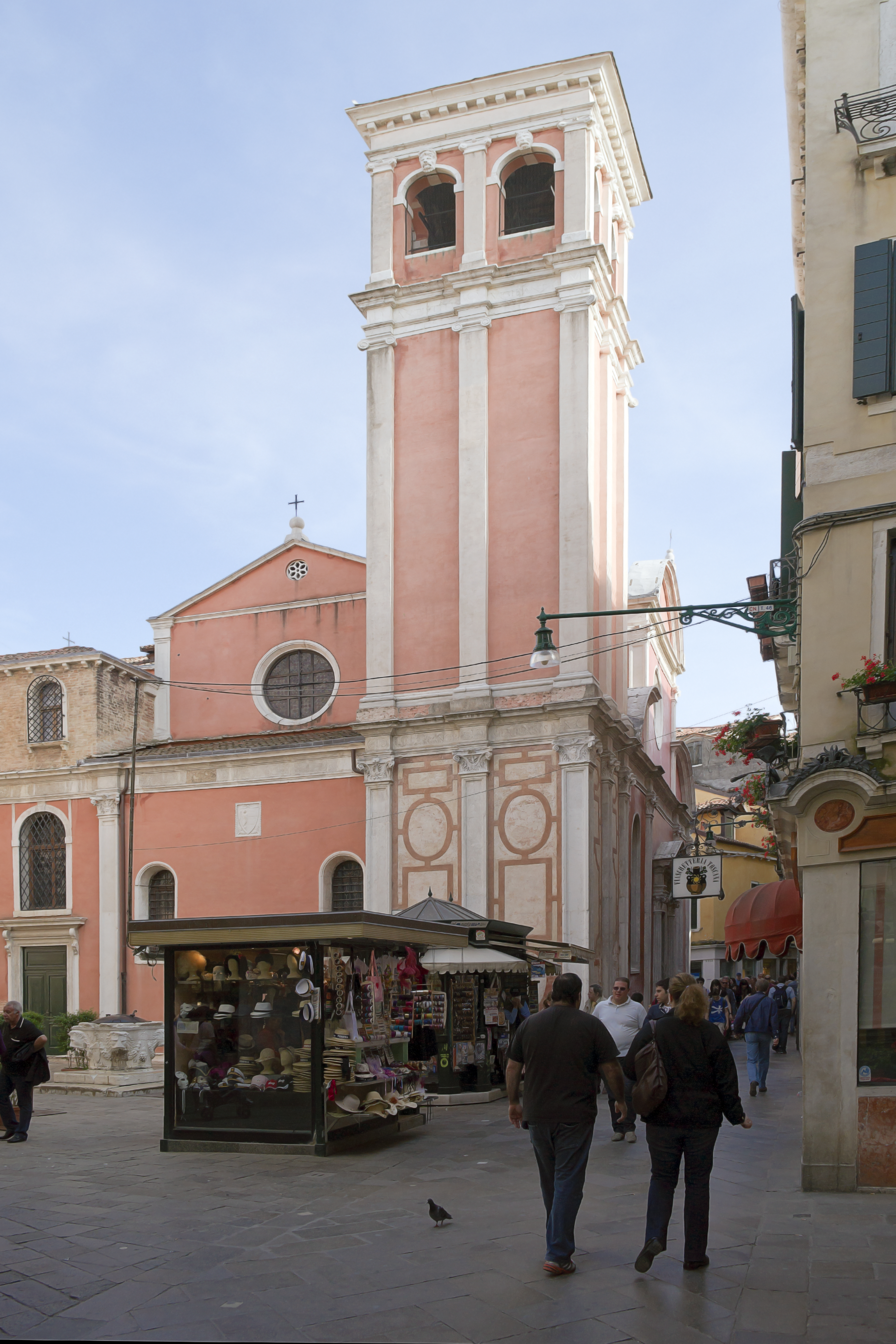
Fasada boczna i kampanila kościoła

W 1475 roku pierwotny kościół został zniszczony (nie wiadomo, w jakim stopniu) w pożarze, który ogarnął cały obszar, na którym się znajdował. Prace rekonstrukcyjne rozpoczęły się w 1485 roku. Trzy lata później papież Innocenty VIII przyznał odpust za grzechy każdemu, kto przyczyni się finansowo do odbudowy kościoła. Prace budowlane rozpoczęły się w 1495 roku według projektu Maura Codussiego, który zmarł w 1504 roku. Inicjatorem odbudowy był proboszcz parafii, Ludovico Talenti, promotor ożywienia stylu bizantyńskiego widocznego w planie krzyża greckiego, ze sklepieniami kolebkowymi i centralną kopułą, zharmonizowanymi jednak ze staranną geometrią proporcji wnętrza. Sam Talenti odegrał również istotną rolę w powstaniu obrazów Święci Krzysztof, Hieronim i Ludwik Giovanniego Belliniego i Św. Jan Chryzostom pędzla Sebastiana del Piombo, przedmiotów dumy Kościoła. Kościół został ukończony około 1525 roku przez jego syna, Domenica. W tym samym roku został konsekrowany. Fasada kościoła, niemal identyczna z fasadą kościoła San Michele in Isola (pierwszego kościoła zaprojektowanego przez Codussiego w Wenecji) jest głównie ceglana, a kamienne detale ograniczają się do drzwi. Dzieli plan krzyża greckiego z kościołem Santa Maria Formosa, ale ma bardziej pionowe proporcje z uwagi na szczupłość miejsca, w którym powstał.
Na mocy dekretu napoleońskiego Królestwa Włoch z 5 czerwca 1805 roku (oraz kolejnych dekretów) zainicjowano w Wenecji proces kasat i przekształceń kościołów i klasztorów oraz zmian granic parafii. Dekretem z 1807 roku w obręb parafii San Giovanni Crisostomo włączono teren zniesionej parafii Santa Maria Nova, ale już w 1810 roku sama parafia San Giovanni Crisostomo została zniesiona, a jej teren włączono w obręb parafii San Canciano Martire, zaś kościół San Giovanni Crisostomo został zdegradowany do rangi kościoła filialnego.
W lutym 1918 roku podczas nalotu fasada kościoła została uszkodzona.

## Architektura

### Fasada
Fasada wychodzi na główną ulicę, natomiast gdy ściany boczne są zwrócone w stronę niewielkich placów. Reprezentuje typowy schemat Codussiego z wpływami toskańskimi. Jest trzyczęściowa z półokrągłymi szczytami i wykończona gładzią szpachlową.

### Dzwonnica
Pierwotna, wolno stojąca kampanila, pochodząca z 1080 roku, została rozebrana w 1532 roku w trakcie poszerzania ulicy. Jest widoczna na obrazie Vittore Carpaccia Cud Krzyża Świętego na moście Rialto (w zbiorach Gallerie dell’Accademia). Obecna kampanila została zbudowana w latach 1552–1590. Ma 21 m wysokości i zestaw dzwonów uruchamianych ręcznie.

## Wnętrze

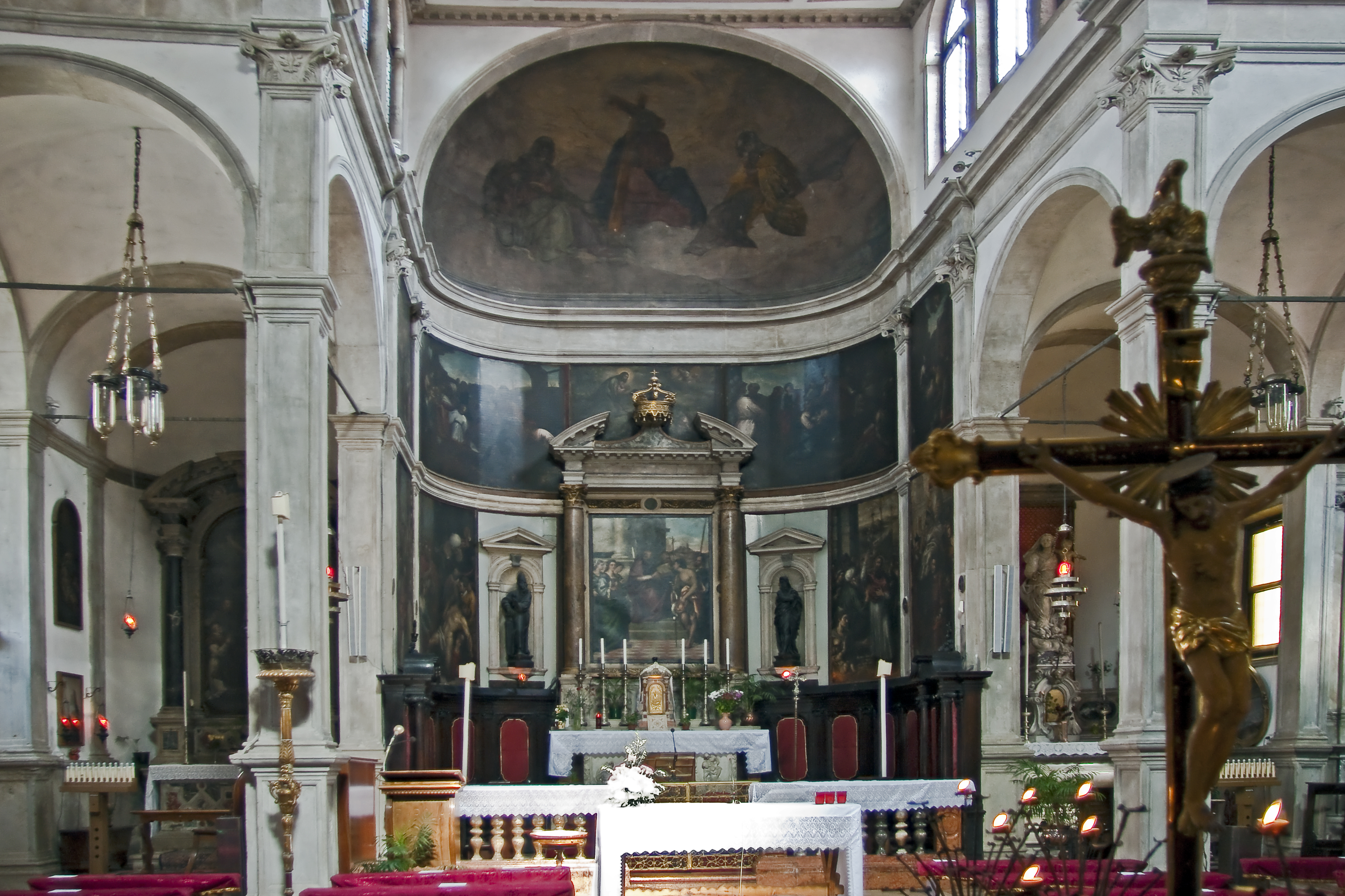
Wnętrze

Wnętrze reprezentuje plan krzyża greckiego z kopułą pośrodku. Projektując je Codussi wykorzystał własne doświadczenia z kościoła Santa Maria Formosa. Nagie ściany ożywiają dekoracje kaplic. W kaplicy po prawej stronie ściany wejściowej widnieje obraz Święci Krzysztof, Hieronim i Ludwik pędzla Giovanniego Belliniego z 1513 roku. Obraz powstał na zlecenie kupca Giorgia Dilettiego, wspieranego przez Scuolę Grande di San Marco. Artyście w jednym ze swoich ostatnich dzieł udało się uchwycić doświadczenia Tycjana, polegające na unowocześnionym użyciu koloru, kładzionego szerokimi pociągnięciami pędzla, połączonym z sugestywnym światłem. W prezbiterium, w centrum cyklu znajduje się obraz ołtarzowy Św. Jan Chryzostom pędzla Sebastiana del Piombo z lat 1508–1509. Jest to jedno z arcydzieł tego malarza, cechujące się rozważnym wykorzystaniem koloru i perfekcyjną równowagą kompozycyjną. Na ołtarzu kaplicy po prawej stronie prezbiterium znajduje się marmurowy ołtarz z płaskorzeźbą Koronacja Dziewicy wśród Apostołów dłuta Tullia Lombarda z lat 1500–1502. Jego fundatorem była rodzina Bernabò de Catenariis z Montepulciano. Kompozycja ukazuje pod ogromnym sklepieniem kasetonowym Ojca Przedwiecznego w akcie błogosławieństwa oraz Ducha Świętego pośród aniołów w jedności z Synem, który wśród dwunastu Apostołów dokonuje aktu koronacji Maryi Dziewicy. Dzieło odznacza się interesującym efektem perspektywicznym z silnie ekspresyjną postacią Maryi, kontrastującą z konwencjonalnie przedstawionymi postaciami Apostołów.
Na ścianach wiszą obrazy Przeniesienie ciała św. Jana Chryzostoma pędzla Zaccarii Facchinettiego z 1610 roku, oraz Św. Jan Chryzostom wyświęcony na biskupa pędzla Alvise dal Friso. Na suficie widnieje fresk Bóg Ojciec między puttami i cherubinami Giuseppe Diamantiniego.

### Kult Madonny delle Grazie
Kościół św. Jana Chryzostoma pozostaje jednym z najbardziej żywych ośrodków religijnych w Wenecji, a to z powodu kultu Madonny delle Grazie (Matki Bożej Łaskawej), której obraz jest umieszczony w specjalnej niszy nad bocznym portalem, naprzeciw ołtarza św. Antoniego. Do intensyfikacji kultu Maryi przyczynił się Giovanni Zanin, mianowany 1 września 1947 roku wikariuszem. Jego działalność została uwieńczona sukcesem w marcu 1977 roku, kiedy patriarcha Albino Luciani (przyszły papież Jan Paweł I) ogłosił dekret, w którym przyznał kościołowi honorowy tytuł sanktuarium, a 1 maja tego samego roku podczas uroczystej mszy świętej ogłosił kościół „sanktuarium Madonny delle Grazie”.

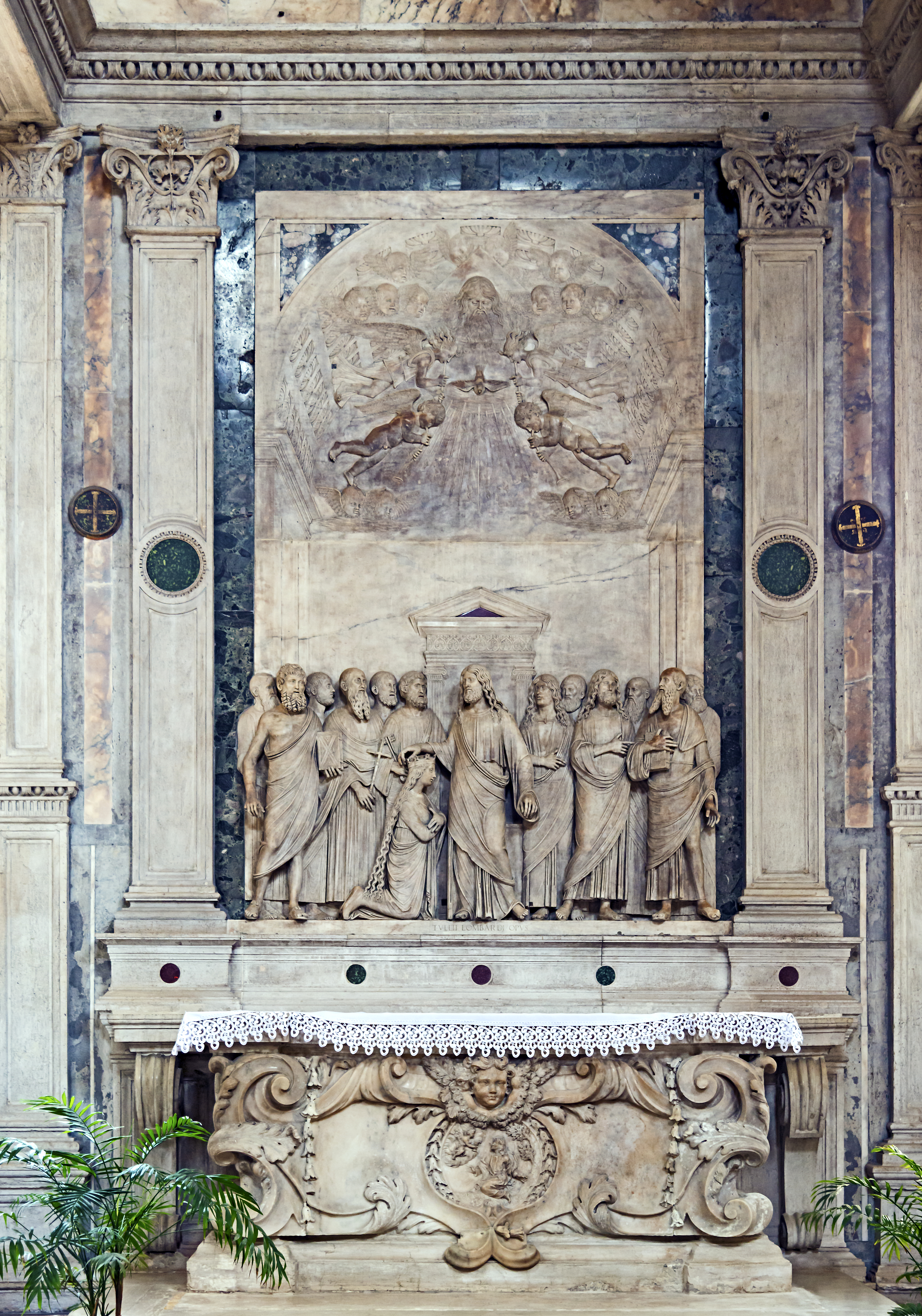
Tullio Lombardo, Koronacja Dziewicy wśród Apostołów, 1500–1502
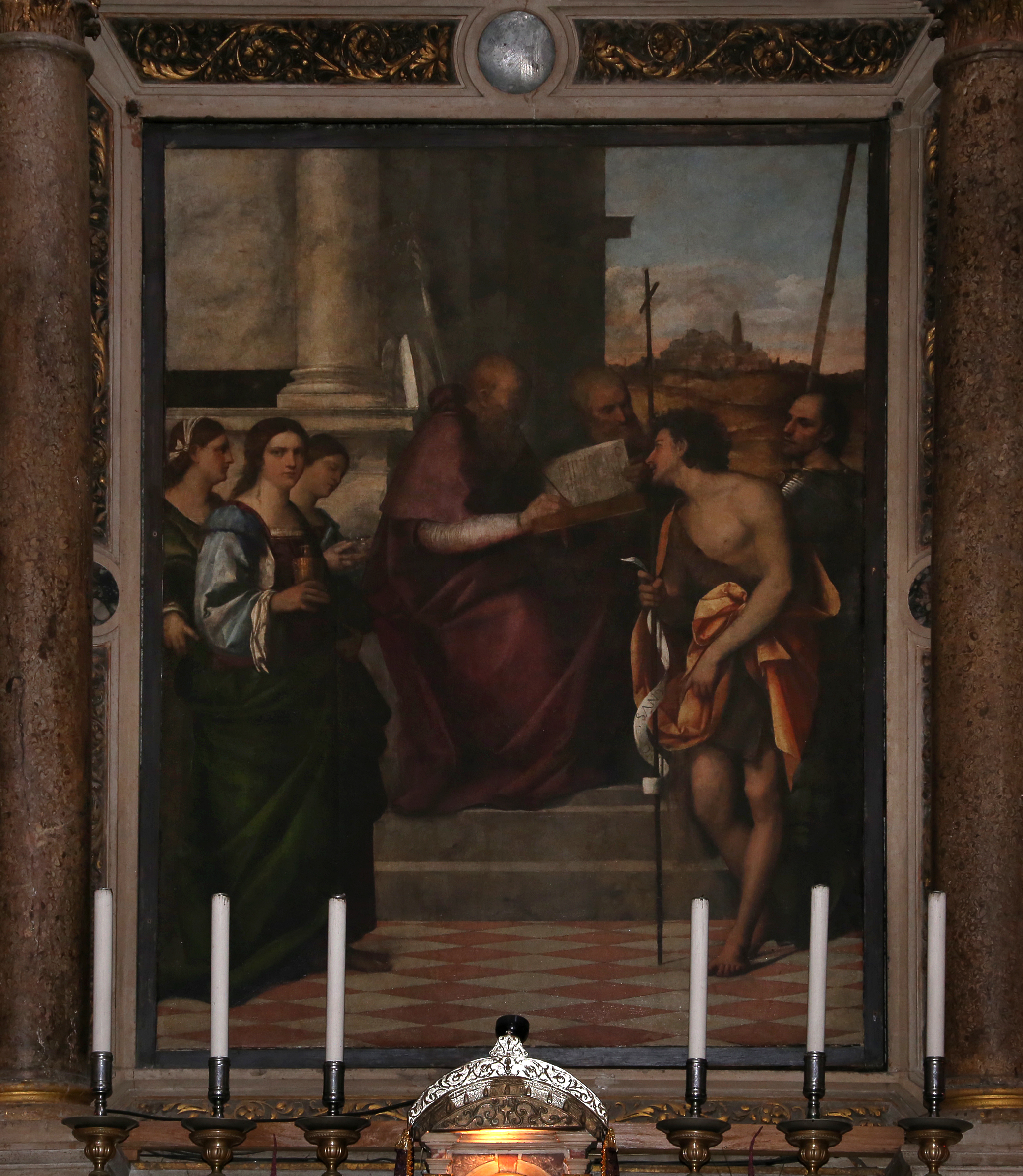
Sebastiano del Piombo, Św. Jan Chryzostom, 1508–1509
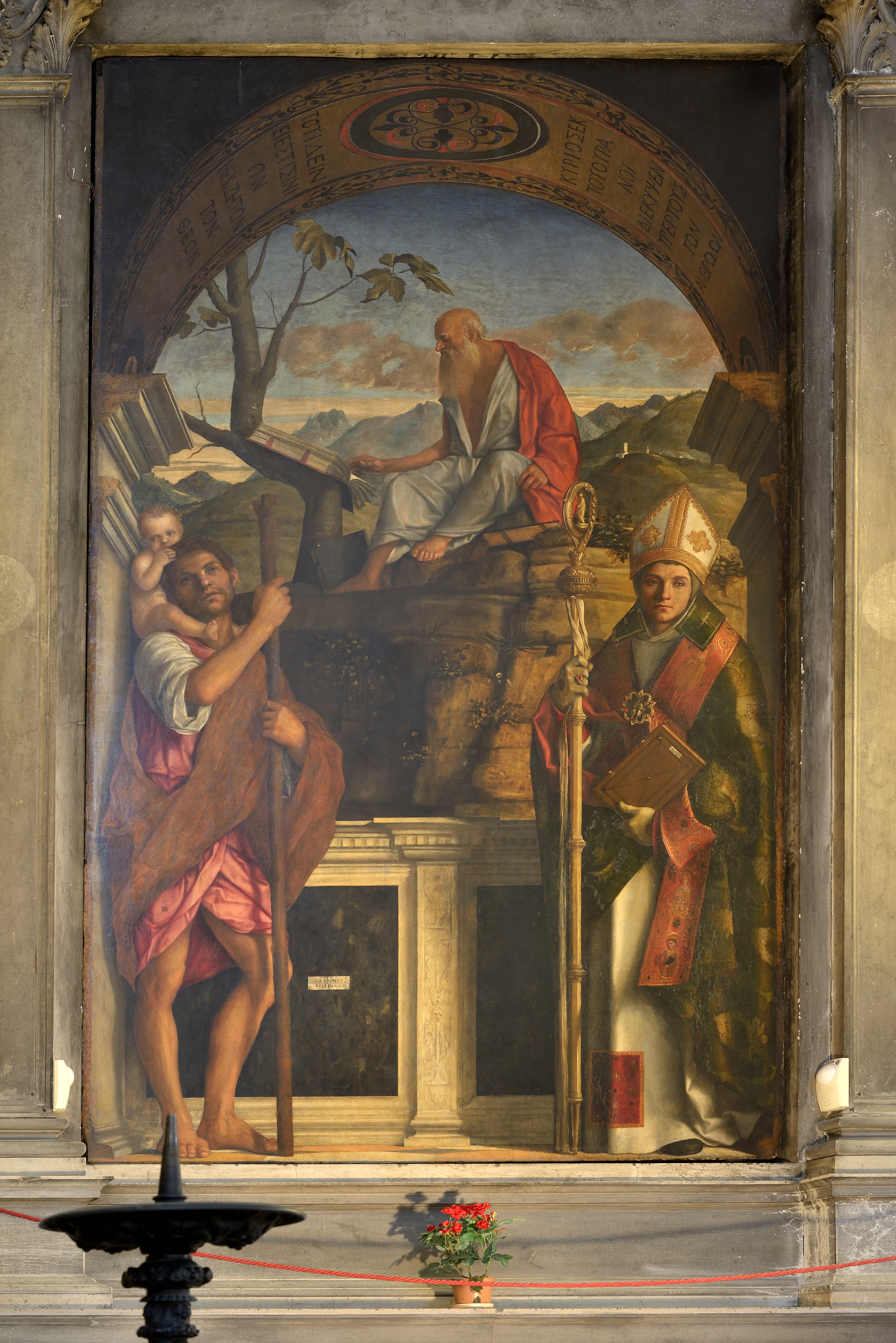
Giovanni Bellini, Święci Krzysztof, Hieronim i Ludwik, 1513
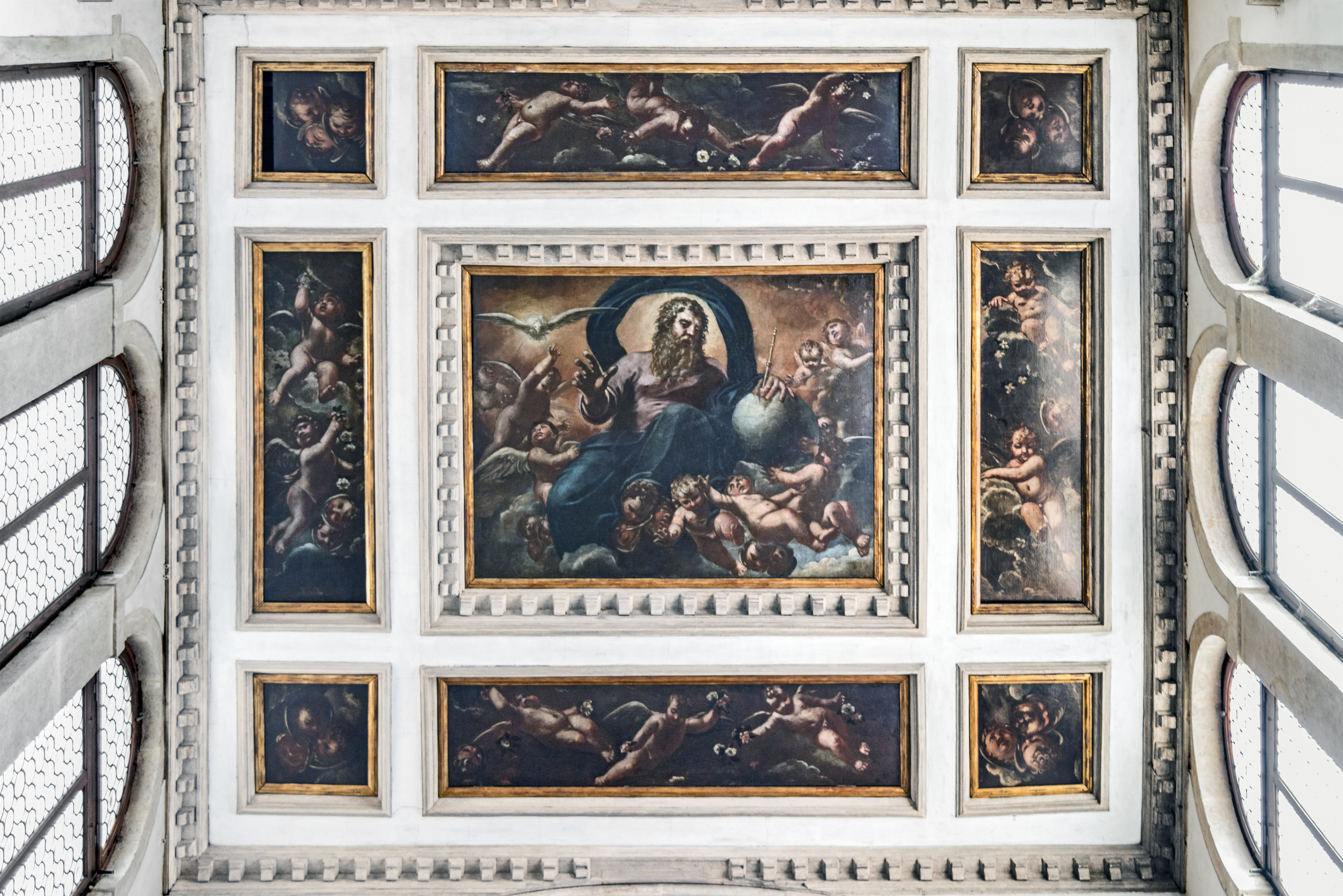
Giuseppe Diamantini, Bóg Ojciec między puttami i cherubinami